# Melanoporella carbonacea
Melanoporella carbonacea är en svampart som först beskrevs av Berk. & M.A. Curtis, och fick sitt nu gällande namn av William Alphonso Murrill 1907. Melanoporella carbonacea ingår i släktet Melanoporella och familjen Polyporaceae.   Inga underarter finns listade i Catalogue of Life.